# Passerelle Flora
La passerelle Flora (anglais : Flora Footbridge) est une passerelle pour piétons et vélos située dans la ville d'Ottawa, Ontario, Canada. Elle enjambe le canal Rideau, relie la rue Clegg dans le vieil Ottawa-Est à la Cinquième Avenue dans le quartier de la Glébe et traverse également la promenade du Colonel-By. Elle a été nommée en hommage à Flora MacDonald. 
Le pont mesure 5 m de large et 123 m de long. La construction a commencé en 2018. Initialement prévu pour être achevé à l'automne 2019, le pont a été ouvert au public plus tôt que prévu le 28 juin 2019.